# Лобанихинский сельсовет
Лобанихинский сельсовет — муниципальное образование со статусом сельского поселения и административно-территориальное образование в Новичихинском районе Алтайского края России. Административный центр — село Лобаниха.

## Демография
По результатам Всероссийской переписи населения 2010 года, численность населения муниципального образования составила 532 человека, в том числе 251 мужчина и 281 женщина. Оценка Росстата на 1 января 2012 года — 513 человек.

## Населённые пункты
В состав сельского поселения входит 3 населённых пункта:
- село Лобаниха,
- посёлок Невский,
- посёлок Петровский.

## История
Постановлением Сибревкома от 04.08.1920 г. был образован Лобанихинский сельсовет.